# Amatitlán, Guerrero
Amatitlán är en ort i Mexiko.   Den ligger i kommunen Pilcaya och delstaten Guerrero, i den sydöstra delen av landet, 100 km sydväst om huvudstaden Mexico City. Amatitlán ligger 1 409 meter över havet och antalet invånare är 200.
Terrängen runt Amatitlán är kuperad åt nordost, men åt sydväst är den bergig. Runt Amatitlán är det ganska tätbefolkat, med 78 invånare per kvadratkilometer. Närmaste större samhälle är Taxco de Alarcón, 12,8 km söder om Amatitlán. I omgivningarna runt Amatitlán växer huvudsakligen savannskog.